# Amo de casa (serie de televisión ecuatoriana)
Amo de casa es una serie cómica de televisión ecuatoriana, escrita, producida y dirigida por Jorge Toledo y transmitida desde el 20 de mayo de 2019, por la señal de RTS, de lunes a viernes. Con esta comedia Toledo regresa a la televisión después de varios años. La serie está estipulada que tenga una duración de 66 capítulos en su primera temporada.
Protagonizada por Jaime Roca y Marilú Pesántez junto a Jorge Douglas Toledo, Isaely Almara, Danilo Esteves, Nelly Pazmiño y Mayra Jaime.

## Sinopsis
La comedia trata de Pedrito, El Mandarina, un hombre que sede a las órdenes de su mujer María Josefa.

## Elenco
- Jaime Roca como Pedro "Pedrito, El Mandarina"
- Marilú Pesántez como María Josefa (esposa de Pedrito)

- Jorge Douglas Toledo como Perico
- Isaely Almara como la esposa de Perico
- Danilo Esteves como Rocko
- Nelly Pazmiño como Sevelinda
- Mayra Jaime como prima de Sevelinda.[1]

### Invitados especiales
- María Mercedes Pacheco
- Mercedes Payne
- David Reinoso
- Catherine Velasteguí
- Felipe Crespo

## Antecedentes
La idea de la serie, originalmente nació en 2009, cuando el personaje creado por Jorge Toledo, Pedrito, el mandarina, quien además siempre fue interpretado por Jaime Roca, era parte de un sketch del programa Ni por aquí ni por allá en Gamavisión. El personaje fue retomado en 2017 para la plataforma de eleoeleTV, asociada con la productora Play On de Nicolás Lapentti, en un segmento llamado "El Mandarina" y Toledo nuevamente lo retoma para la inauguración del Café Teatro Toledo con la obra Macho que se respeta es mandarina.